# Giovanni Moreno
Giovanni Andrés Moreno Cardona (Segovia, 1º luglio 1986) è un ex calciatore colombiano, di ruolo centrocampista.

## Carriera

### Club

#### In patria
Cresce calcisticamente in patria nell'Envigado dal 2006 al 2008 ottenendo 59 presenze e 24 gol in campionato. Si trasferisce nel 2006 al più importante club della Colombia, l'Atlètico Nacional, con cui ottiene 72 presenze e 35 reti.

#### Racing Club
Nel 2010 si trasferisce al Racing Club in Argentina dove fino al 2012 realizza 9 gol in 43 presenze.

#### La Cina
Nell'estate 2012 si trasferisce per 4.5 milioni di euro allo Shangai Shenhua nel campionato cinese.

## Palmarès

### Club

#### Competizioni nazionali
- Coppa della Cina: 2

Shanghai Shenhua: 2017, 2019